# Imi Knoebel
Imi Knoebel, pseudonimo di Klaus Wolf Knoebel (Dresda, 31 dicembre 1940), è un pittore tedesco.

## Biografia
Dal 1962 al 1964 ha partecipato insieme con Imi Giese (1942-1974), Scuola di Arti e Mestieri a Darmstadt, dove, secondo le idee del Bauhaus corso preliminare di Johannes Itten e László Moholy-Nagy, imparato esercizi di composizione costruttivi e strutturali. Nel 1964, entra a far parte insieme al Giese presso la accademia di Belle Arti della città di Düsseldorf nella classe di grafica pubblicitaria da Walter Breker. A partire dal 1965 è raggiungibile sia Imi - come il suo amico Rainer Giese prese Knoebel il nome Imi su ("Imi + Imi") - da inserire in camera 20 dall'aspetto stravagante nella Beuys-classe, tuttavia, essi, a volte insieme a Jörg Immendorff e Blinky Palermo, ha sostenuto la camera adiacente 19. Con Giese e Blinky Palermo, si forma una sorta di portata minima sotto gli studenti Joseph Beuys - a differenza di altri studenti di Joseph Beuys stesso momento in cui Jörg Immendorff, che ha trasformato l'arte agitprop.
Inizialmente creato Knoebel nero e le immagini della linea bianca (1966-68). Sotto l'influenza di Kazimir Malevich e dei suoi "Black Square" scala di sculture realizzate da pannelli sovrapposti (ad esempio, panino I e II panino, Pinakothek der Moderne, Monaco di Baviera. Oggi vive e lavora come artista freelance Knoebel a Dusseldorf.
Nel maggio 2006, Imi Knoebel dottorato honoris causa dalla Università di Jena (Alma Mater Jenensis), intitolata a Friedrich Schiller (in tedesco, Friedrich-Schiller-Universität Jena, FSU), è un'università tedesca situata a Jena in Turingia, Laudator Frank Stella. 2011 è stato insignito del Premio Kythera. 2008 Knoebel ricevuto l'ordine di creare sei nuove finestre di vetro colorato per la Cattedrale di Reims. 2011 le finestre sono state completate in tempo per la celebrazione di 800 anni della cattedrale. Le finestre sono situate nelle due cappelle a sinistra e destra della finestra di Marc Chagall.

## Impegno politico e sociale
Nel 1982, Imi Knoebel impegnati insieme a Georg Baselitz, Joseph Beuys, Walter Dahn, Jörg Immendorff, Rune Mields, Gerhard Richter, Katharina Sieverding, Thomas Schütte, Günther Uecker e Franz Erhard Walther "contro la legge marziale in Polonia - per la Solidarietà". La prima nelle opere Kunstmuseum Düsseldorf che sono stati a favore della solidarietà, il 13 novembre 1982. In 1988 Imi Knoebel creato la Stella dei bambini, un'opera d'arte che viene continuamente utilizzato fino ad oggi per i diritti dei bambini Kinderstern. Johannes Stüttgen formulato l'intenzione di star bambini come segue: "Proprio come decorazione vera e propria arte semplice e la decorazione degli abusi prevalenti che portano via i bambini al suo peggio, può essere, e 'Innario dei bambini non è una idea caritatevole che vuole tutto risolti proprio quello che disposti in nome dei sistemi dominanti del mondo di miseria ".

## Mostre (selezione)
- 1968: Imi & Imi, Galerie Charlottenborg, Kopenhagen
- 1972: documenta 5, Kassel
- 1977: documenta 6, Kassel
- 1980: Art in Europe after '68 - SMAK Stedelijk Museum voor Actuele Kunst, Gent
- 1982: documenta 7, Kassel
- 1984: What It Is - Tony Shafrazi Gallery, New York City, NY
- 1985: 18° Bienal de Sao Paulo - Bienal de Sao Paulo, Brasilien
- 1987: documenta 8, Kassel
- 1987: Homage to Beuys, Edinburgh, Schottland
- 1988: Metropolis - Martin-Gropius-Bau, Berlin
- 1996: Imi Knoebel - Retrospektive 1968 - 1996 - IVAM - Instituto Valenciano de Arte Moderno, Valencia
- 2007: Project, Transform, Erase: Anthony McCall and Imi Knoebel - San Francisco Museum of Modern Art, CA, USA
- 2009: ICH NICHT, ENDUROS, Deutsche Guggenheim, Berlin
- 2010: Imi Knoebel Mary Boone Gallery - New York City, NY
- 2010: Imi Knoebel - Der Deutsche - Giacomo Guidi Arte Contemporanea, Rome
- 2010: Just love me - MUDAM - Musée d’Art Moderne Grand-Duc Jean, Luxembourg
- 2012: Der dritte Raum. Trzeci Pokój. The Third Room - Kunsthalle Düsseldorf
- 2016: Liaison Astéroide, Galerie Thaddeus Ropac, Paris
- 2017: der ZIRKEL. Six variations on the theme, mostra collettiva, Dep Art Gallery, Milano
- 2018: Imi Knoebel. Guten Morgen, Museum Haus Konstruktiv, Zurich
- 2020: Imi Knoebel. Recent Works, White Cube Bermondsey, London
- 2021: Imi Knoebel, Dia Beacon, Beacon, New York
- 2021: Imi Knoebel. Pittura Colore Spazio, Dep Art Gallery, Milano